# Paromoeocerus notabilis
Paromoeocerus notabilis là một loài bọ cánh cứng trong họ Cerambycidae.